# Seven de Nueva Zelanda 2018
El Seven de Nueva Zelanda 2018 fue la decimonovena edición del Seven de Nueva Zelanda y la cuarta etapa de la Serie Mundial de Rugby 7 2017-18. Se realizó los días 3 y 4 de febrero de 2018 en el Estadio Waikato en Hamilton, Nueva Zelanda.

## Formato
Se dividen en cuatro grupos de cuatro equipos, cada grupo se resuelve con el sistema de todos contra todos a una sola ronda; la victoria otorga 3 puntos, el empate 2 y la derrota 1 punto.
Los dos equipos con más puntos en cada grupo avanzan a cuartos de final de la Copa. Los cuatro ganadores avanzan a semifinales de la Copa, y los cuatro perdedores a semifinales por el quinto puesto.
Los dos equipos con menos puntos en cada grupo avanzan a cuartos de final de la challenge trophy. Los cuatro ganadores avanzan a semifinales de la challenge trophy, y los cuatro perdedores a semifinales del decimotercer puesto.

## Equipos participantes
Además de los 15 equipos que tienen su lugar asegurado para toda la temporada se suma como invitado la selección de Papúa Nueva Guinea al haber finalizado en el quinto puesto (primero de los equipos no clasificados en el circuito) del Oceanía Rugby Sevens 2017.
| - Argentina - Australia - Canadá - Escocia | - España - Estados Unidos - Fiyi - Francia | - Gales - Inglaterra - Kenia - Nueva Zelanda | - Papúa Nueva Guinea - Rusia - Samoa - Sudáfrica |

## Resultados

### Fase de grupos
- Todos los horarios corresponden al huso horario local: UTC+12.[2]

#### Grupo A
| Pos | Países    | Pts | Partidos | Partidos | Partidos | Partidos | Tantos | Tantos | Tantos |
| Pos | Países    | Pts | J        | G        | E        | P        | PF     | PC     | DP     |
| --- | --------- | --- | -------- | -------- | -------- | -------- | ------ | ------ | ------ |
| 1   | Fiyi      | 9   | 3        | 3        | 0        | 0        | 78     | 27     | +51    |
| 2   | Australia | 7   | 3        | 2        | 0        | 1        | 62     | 38     | +24    |
| 3   | Gales     | 5   | 3        | 1        | 0        | 2        | 36     | 75     | -39    |
| 4   | España    | 3   | 3        | 0        | 0        | 3        | 38     | 74     | -36    |

|  | Avanzan a cuartos de final. |

| 3 de febrero, 11:36 | Fiyi | 28 - 0 | Gales | Estadio Waikato, Hamilton |  |

| 3 de febrero, 11:58 | Australia | 21 - 5 | España | Estadio Waikato, Hamilton |  |

| 3 de febrero, 15:02 | Fiyi | 24 - 12 | España | Estadio Waikato, Hamilton |  |

| 3 de febrero, 15:24 | Australia | 26 - 7 | Gales | Estadio Waikato, Hamilton |  |

| 3 de febrero, 18:28 | Gales | 29 - 21 | España | Estadio Waikato, Hamilton |  |

| 3 de febrero, 18:50 | Australia | 15 - 26 | Fiyi | Estadio Waikato, Hamilton |  |

#### Grupo B
| Pos | Países             | Pts | Partidos | Partidos | Partidos | Partidos | Tantos | Tantos | Tantos |
| Pos | Países             | Pts | J        | G        | E        | P        | PF     | PC     | DP     |
| --- | ------------------ | --- | -------- | -------- | -------- | -------- | ------ | ------ | ------ |
| 1   | Sudáfrica          | 9   | 3        | 3        | 0        | 0        | 102    | 12     | +90    |
| 2   | Inglaterra         | 7   | 3        | 2        | 0        | 1        | 81     | 28     | +53    |
| 3   | Papúa Nueva Guinea | 5   | 3        | 1        | 0        | 2        | 38     | 70     | -32    |
| 4   | Rusia              | 3   | 3        | 0        | 0        | 3        | 7      | 118    | -111   |

|  | Avanzan a cuartos de final. |

| 3 de febrero, 10:44 | Inglaterra | 47 - 0 | Rusia | Estadio Waikato, Hamilton |  |

| 3 de febrero, 11:06 | Sudáfrica | 36 - 5 | Papúa Nueva Guinea | Estadio Waikato, Hamilton |  |

| 3 de febrero, 14:10 | Inglaterra | 27 - 0 | Papúa Nueva Guinea | Estadio Waikato, Hamilton |  |

| 3 de febrero, 14:32 | Sudáfrica | 38 - 0 | Rusia | Estadio Waikato, Hamilton |  |

| 3 de febrero, 17:44 | Rusia | 7 - 33 | Papúa Nueva Guinea | Estadio Waikato, Hamilton |  |

| 3 de febrero, 18:06 | Sudáfrica | 28 - 7 | Inglaterra | Estadio Waikato, Hamilton |  |

#### Grupo C
| Pos | Países        | Pts | Partidos | Partidos | Partidos | Partidos | Tantos | Tantos | Tantos |
| Pos | Países        | Pts | J        | G        | E        | P        | PF     | PC     | DP     |
| --- | ------------- | --- | -------- | -------- | -------- | -------- | ------ | ------ | ------ |
| 1   | Nueva Zelanda | 9   | 3        | 3        | 0        | 0        | 93     | 24     | +69    |
| 2   | Escocia       | 5   | 3        | 1        | 0        | 2        | 45     | 57     | -12    |
| 3   | Argentina     | 5   | 3        | 1        | 0        | 2        | 45     | 59     | -14    |
| 4   | Francia       | 5   | 3        | 1        | 0        | 2        | 49     | 92     | -43    |

|  | Avanzan a cuartos de final. |

| 3 de febrero, 12:20 | Nueva Zelanda | 52 - 7 | Francia | Estadio Waikato, Hamilton |  |

| 3 de febrero, 12:42 | Argentina | 19 - 14 | Escocia | Estadio Waikato, Hamilton |  |

| 3 de febrero, 15:46 | Nueva Zelanda | 24 - 5 | Escocia | Estadio Waikato, Hamilton |  |

| 3 de febrero, 16:08 | Argentina | 14 - 28 | Francia | Estadio Waikato, Hamilton |  |

| 3 de febrero, 19:12 | Francia | 14 - 26 | Escocia | Estadio Waikato, Hamilton |  |

| 3 de febrero, 19:34 | Argentina | 12 - 17 | Nueva Zelanda | Estadio Waikato, Hamilton |  |

#### Grupo D
| Pos | Países         | Pts | Partidos | Partidos | Partidos | Partidos | Tantos | Tantos | Tantos |
| Pos | Países         | Pts | J        | G        | E        | P        | PF     | PC     | DP     |
| --- | -------------- | --- | -------- | -------- | -------- | -------- | ------ | ------ | ------ |
| 1   | Kenia          | 8   | 3        | 2        | 1        | 0        | 57     | 47     | +10    |
| 2   | Samoa          | 7   | 3        | 2        | 0        | 1        | 50     | 43     | +7     |
| 3   | Estados Unidos | 6   | 3        | 1        | 1        | 1        | 57     | 47     | +10    |
| 4   | Canadá         | 3   | 3        | 0        | 0        | 3        | 42     | 69     | -27    |

|  | Avanzan a cuartos de final. |

| 3 de febrero, 10:00 | Kenia | 19 - 14 | Samoa | Estadio Waikato, Hamilton |  |

| 3 de febrero, 10:22 | Estados Unidos | 28 - 14 | Canadá | Estadio Waikato, Hamilton |  |

| 3 de febrero, 13:26 | Kenia | 19 - 14 | Canadá | Estadio Waikato, Hamilton |  |

| 3 de febrero, 13:48 | Estados Unidos | 10 - 14 | Samoa | Estadio Waikato, Hamilton |  |

| 3 de febrero, 17:00 | Samoa | 22 - 14 | Canadá | Estadio Waikato, Hamilton |  |

| 3 de febrero, 17:22 | Estados Unidos | 19 - 19 | Kenia | Estadio Waikato, Hamilton |  |

### Etapa eliminatoria

#### Copa de oro
|  | Cuartos de final | Cuartos de final | Cuartos de final |               |           | Semifinales | Semifinales | Semifinales |               |               | Copa         | Copa         | Copa |  |
|  |                  |                  |                  |               |           |             |             |             |               |               |              |              |      |  |
|  |                  |                  |                  |               |           |             |             |             |               |               |              |              |      |  |
|  | Fiyi             | Fiyi             | 12               |               |           |             |             |             |               |               |              |              |      |  |
|  | Fiyi             | Fiyi             | 12               |               |           |             |             |             |               |               |              |              |      |  |
|  | Samoa            | Samoa            | 10               |               |           |             |             |             |               |               |              |              |      |  |
|  | Samoa            | Samoa            | 10               |               | Fiyi      | Fiyi        | 14          |             |               |               |              |              |      |  |
|  |                  |                  |                  |               | Fiyi      | Fiyi        | 14          |             |               |               |              |              |      |  |
|  |                  |                  | Nueva Zelanda    | Nueva Zelanda | 12        |             |             |             |               |               |              |              |      |  |
|  | Nueva Zelanda    | Nueva Zelanda    | Nueva Zelanda    | Nueva Zelanda | 12        | 19          |             |             |               |               |              |              |      |  |
|  | Nueva Zelanda    | Nueva Zelanda    |                  |               |           |             |             |             |               |               |              |              |      |  |
|  | Inglaterra       | Inglaterra       | 12               |               |           |             |             |             |               |               |              |              |      |  |
|  | Inglaterra       | Inglaterra       | 12               |               |           |             |             |             |               | Fiyi          | Fiyi         | 24           |      |  |
|  |                  |                  |                  |               |           |             |             |             |               | Fiyi          | Fiyi         | 24           |      |  |
|  |                  |                  | Sudáfrica        | Sudáfrica     | 17        |             |             |             |               |               |              |              |      |  |
|  | Kenia            | Kenia            | Sudáfrica        | Sudáfrica     | 17        | 12          |             |             |               |               |              |              |      |  |
|  | Kenia            | Kenia            |                  |               |           |             |             |             |               |               |              |              |      |  |
|  | Australia        | Australia        | 33               |               |           |             |             |             |               |               |              |              |      |  |
|  | Australia        | Australia        | 33               |               | Australia | Australia   | 5           |             |               | Tercer lugar  | Tercer lugar | Tercer lugar |      |  |
|  |                  |                  |                  |               | Australia | Australia   | 5           |             |               | Tercer lugar  | Tercer lugar | Tercer lugar |      |  |
|  |                  |                  | Sudáfrica        | Sudáfrica     | 24        |             |             |             |               |               |              |              |      |  |
|  | Sudáfrica        | Sudáfrica        | Sudáfrica        | Sudáfrica     | 24        | 22          |             |             | Nueva Zelanda | Nueva Zelanda | 7            |              |      |  |
|  | Sudáfrica        | Sudáfrica        |                  |               |           |             |             |             | Nueva Zelanda | Nueva Zelanda | 7            |              |      |  |
|  | Escocia          | Escocia          | 0                |               |           |             |             |             |               |               | Australia    | Australia    | 8    |  |
|  | Escocia          | Escocia          | 0                |               |           |             |             |             |               |               | Australia    | Australia    | 8    |  |
|  |                  |                  |                  |               |           |             |             |             |               |               |              |              |      |  |

##### Cuartos de final
| 4 de febrero, 11:36 | Fiyi | 12 - 10 | Samoa | Estadio Waikato, Hamilton |  |

| 4 de febrero, 11:58 | Nueva Zelanda | 19 - 12 | Inglaterra | Estadio Waikato, Hamilton |  |

| 4 de febrero, 12:20 | Kenia | 12 - 33 | Australia | Estadio Waikato, Hamilton |  |

| 4 de febrero, 12:42 | Sudáfrica | 22 - 0 | Escocia | Estadio Waikato, Hamilton |  |

##### Semifinales
| 4 de febrero, 15:49 | Fiyi | 14 - 12 | Nueva Zelanda | Estadio Waikato, Hamilton |  |

| 4 de febrero, 16:11 | Australia | 5 - 24 | Sudáfrica | Estadio Waikato, Hamilton |  |

##### Tercer puesto
| 4 de febrero, 18:33 | Nueva Zelanda | 7 - 8 | Australia | Estadio Waikato, Hamilton |  |

##### Final
| 4 de febrero, 19:03 | Fiyi | 24 - 17 | Sudáfrica | Estadio Waikato, Hamilton |  |

| Bandera de Fiyi         |
| Campeón Fiyi            |
| 1.º título del circuito |

#### Quinto puesto
|  | Semifinales | Semifinales | Semifinales |       |       | 5.º puesto | 5.º puesto | 5.º puesto |  |
|  |             |             |             |       |       |            |            |            |  |
|  |             |             |             |       |       |            |            |            |  |
|  | Samoa       | Samoa       | 22          |       |       |            |            |            |  |
|  | Samoa       | Samoa       | 22          |       |       |            |            |            |  |
|  | Inglaterra  | Inglaterra  | 17          |       |       |            |            |            |  |
|  | Inglaterra  | Inglaterra  | 17          |       | Samoa | Samoa      | 19         |            |  |
|  |             |             |             |       | Samoa | Samoa      | 19         |            |  |
|  |             |             | Kenia       | Kenia | 15    |            |            |            |  |
|  | Kenia       | Kenia       | Kenia       | Kenia | 15    | 33         |            |            |  |
|  | Kenia       | Kenia       |             |       |       | 33         |            |            |  |
|  | Escocia     | Escocia     | 19          |       |       |            |            |            |  |
|  | Escocia     | Escocia     | 19          |       |       |            |            |            |  |
|  |             |             |             |       |       |            |            |            |  |

#### Challenge trophy
|  | Eliminatoria       | Eliminatoria       | Eliminatoria       |                    |                | Semifinales    | Semifinales | Semifinales |  |           | Challenge trophy | Challenge trophy | Challenge trophy |  |
|  |                    |                    |                    |                    |                |                |             |             |  |           |                  |                  |                  |  |
|  |                    |                    |                    |                    |                |                |             |             |  |           |                  |                  |                  |  |
|  | Gales              | Gales              | 14                 |                    |                |                |             |             |  |           |                  |                  |                  |  |
|  | Gales              | Gales              | 14                 |                    |                |                |             |             |  |           |                  |                  |                  |  |
|  | Canadá             | Canadá             | 19                 |                    |                |                |             |             |  |           |                  |                  |                  |  |
|  | Canadá             | Canadá             | 19                 |                    | Canadá         | Canadá         | 12          |             |  |           |                  |                  |                  |  |
|  |                    |                    |                    |                    | Canadá         | Canadá         | 12          |             |  |           |                  |                  |                  |  |
|  |                    |                    | Argentina          | Argentina          | 14             |                |             |             |  |           |                  |                  |                  |  |
|  | Argentina          | Argentina          | Argentina          | Argentina          | 14             | 21             |             |             |  |           |                  |                  |                  |  |
|  | Argentina          | Argentina          |                    |                    |                |                |             |             |  |           |                  |                  |                  |  |
|  | Rusia              | Rusia              | 12                 |                    |                |                |             |             |  |           |                  |                  |                  |  |
|  | Rusia              | Rusia              | 12                 |                    |                |                |             |             |  | Argentina | Argentina        | 12               |                  |  |
|  |                    |                    |                    |                    |                |                |             |             |  | Argentina | Argentina        | 12               |                  |  |
|  |                    |                    | Estados Unidos     | Estados Unidos     | 31             |                |             |             |  |           |                  |                  |                  |  |
|  | Estados Unidos     | Estados Unidos     | Estados Unidos     | Estados Unidos     | 31             | 29             |             |             |  |           |                  |                  |                  |  |
|  | Estados Unidos     | Estados Unidos     |                    |                    |                |                |             |             |  |           |                  |                  |                  |  |
|  | España             | España             | 12                 |                    |                |                |             |             |  |           |                  |                  |                  |  |
|  | España             | España             | 12                 |                    | Estados Unidos | Estados Unidos | 42          |             |  |           |                  |                  |                  |  |
|  |                    |                    |                    |                    | Estados Unidos | Estados Unidos | 42          |             |  |           |                  |                  |                  |  |
|  |                    |                    | Papúa Nueva Guinea | Papúa Nueva Guinea | 12             |                |             |             |  |           |                  |                  |                  |  |
|  | Papúa Nueva Guinea | Papúa Nueva Guinea | Papúa Nueva Guinea | Papúa Nueva Guinea | 12             | 35             |             |             |  |           |                  |                  |                  |  |
|  | Papúa Nueva Guinea | Papúa Nueva Guinea |                    |                    |                |                |             |             |  |           |                  |                  |                  |  |
|  | Francia            | Francia            | 0                  |                    |                |                |             |             |  |           |                  |                  |                  |  |
|  | Francia            | Francia            | 0                  |                    |                |                |             |             |  |           |                  |                  |                  |  |
|  |                    |                    |                    |                    |                |                |             |             |  |           |                  |                  |                  |  |

#### Decimotercer puesto
|  | Semifinales | Semifinales | Semifinales |         |       | 13.º puesto | 13.º puesto | 13.º puesto |  |
|  |             |             |             |         |       |             |             |             |  |
|  |             |             |             |         |       |             |             |             |  |
|  | Gales       | Gales       | 33          |         |       |             |             |             |  |
|  | Gales       | Gales       | 33          |         |       |             |             |             |  |
|  | Rusia       | Rusia       | 7           |         |       |             |             |             |  |
|  | Rusia       | Rusia       | 7           |         | Gales | Gales       | 17          |             |  |
|  |             |             |             |         | Gales | Gales       | 17          |             |  |
|  |             |             | Francia     | Francia | 19    |             |             |             |  |
|  | España      | España      | Francia     | Francia | 19    | 14          |             |             |  |
|  | España      | España      |             |         |       | 14          |             |             |  |
|  | Francia     | Francia     | 19          |         |       |             |             |             |  |
|  | Francia     | Francia     | 19          |         |       |             |             |             |  |
|  |             |             |             |         |       |             |             |             |  |

## Posiciones finales
| Pos               | Equipo             |
| ----------------- | ------------------ |
| Medalla de oro    | Fiyi               |
| Medalla de plata  | Sudáfrica          |
| Medalla de bronce | Australia          |
| 4                 | Nueva Zelanda      |
| 5                 | Samoa              |
| 6                 | Kenia              |
| 7                 | Inglaterra         |
| 7                 | Escocia            |
| 9                 | Estados Unidos     |
| 10                | Argentina          |
| 11                | Canadá             |
| 11                | Papúa Nueva Guinea |
| 13                | Francia            |
| 14                | Gales              |
| 15                | España             |
| 15                | Rusia              |